# Andrew Pickens junior
Andrew Pickens junior (* 13. Dezember 1779 im Edgefield County, South Carolina; † 1. Juli 1838 in Pontotock, Mississippi) war ein amerikanischer Politiker und von 1816 bis 1818 Gouverneur von South Carolina.

## Frühe Jahre
Andrew Pickens entstammte einer prominenten Familie aus South Carolina. Sein gleichnamiger Vater, der von 1739 bis 1817 lebte, war ein bekannter General während des Amerikanischen Unabhängigkeitskrieges und ein reicher Pflanzer im Edgefield County. Sein Bruder Ezekiel (1768–1818) war von 1802 bis 1804 Vizegouverneur von South Carolina. Der junge Andrew besuchte das College of New Jersey, aus dem später die Princeton University hervorging. Pickens machte zunächst eine militärische Karriere. Im Krieg von 1812 diente er als Oberstleutnant (Lieutenant Colonel). Nach seiner Rückkehr gründete er im Edgefield County eine eigene Plantage, die er „Oatlands“ nannte.

## Gouverneur von South Carolina
Pickens war Mitglied der Demokratisch-Republikanischen Partei und wurde von dieser auch zum Gouverneur vorgeschlagen. Anschließend wurde er von den Abgeordneten des Parlaments gewählt. Seine Amtszeit begann am 1. Dezember 1816 und endete verfassungsgemäß zwei Jahre später am 1. Dezember 1818. In dieser Zeit setzte Pickens einen Schwerpunkt auf den Ausbau der Infrastruktur seines Landes. Dazu gehörte der Straßenbau und die Erweiterung des Kanalsystems zur Verbesserung der Binnenschifffahrt. In seiner Regierungszeit erreichten die Baumwollpreise ihren höchsten Stand vor dem Amerikanischen Bürgerkrieg. Mit der Ernennung von John C. Calhoun zum Kriegsminister durch Präsident James Monroe stieg der Einfluss von South Carolina in der Bundesregierung. Damit nahm in jenen Jahren sowohl die politische, als auch die wirtschaftliche Bedeutung des Staates einen gewaltigen Aufschwung. Erwähnenswert aus jener Zeit ist auch noch eine Gelbfieberepidemie, die vor allem die Stadt Charleston heimsuchte.

## Weitere Karriere
Auch nach dem Ende seiner Amtszeit blieb Pickens politisch aktiv. Zunächst zog er nach Alabama. Dort baute er ebenfalls Baumwolle an und wurde Präsident der Alabama State Bank sowie Indianeragent. Er war auch an einem Vertragsabschluss zwischen den Creekindianern und dem Staat Georgia beteiligt. Andrew Pickens starb am 1. Juli 1838 in Mississippi. Er war zweimal verheiratet und hatte insgesamt zwei Kinder, darunter den Sohn Francis Wilkinson Pickens (1805–1869), der zwischen 1860 und 1862 ebenfalls Gouverneur von South Carolina war und das Land in die Sezession führte.